# جورکوویچی
جورکوویچی (به لاتین: Đurkovići) یک منطقهٔ مسکونی در مونته‌نگرو است که در پودگوریسا کاپیتال سیتی واقع شده‌است. جورکوویچی ۹۱ نفر جمعیت دارد.